# Bibliothèque d'État de Wiesbaden

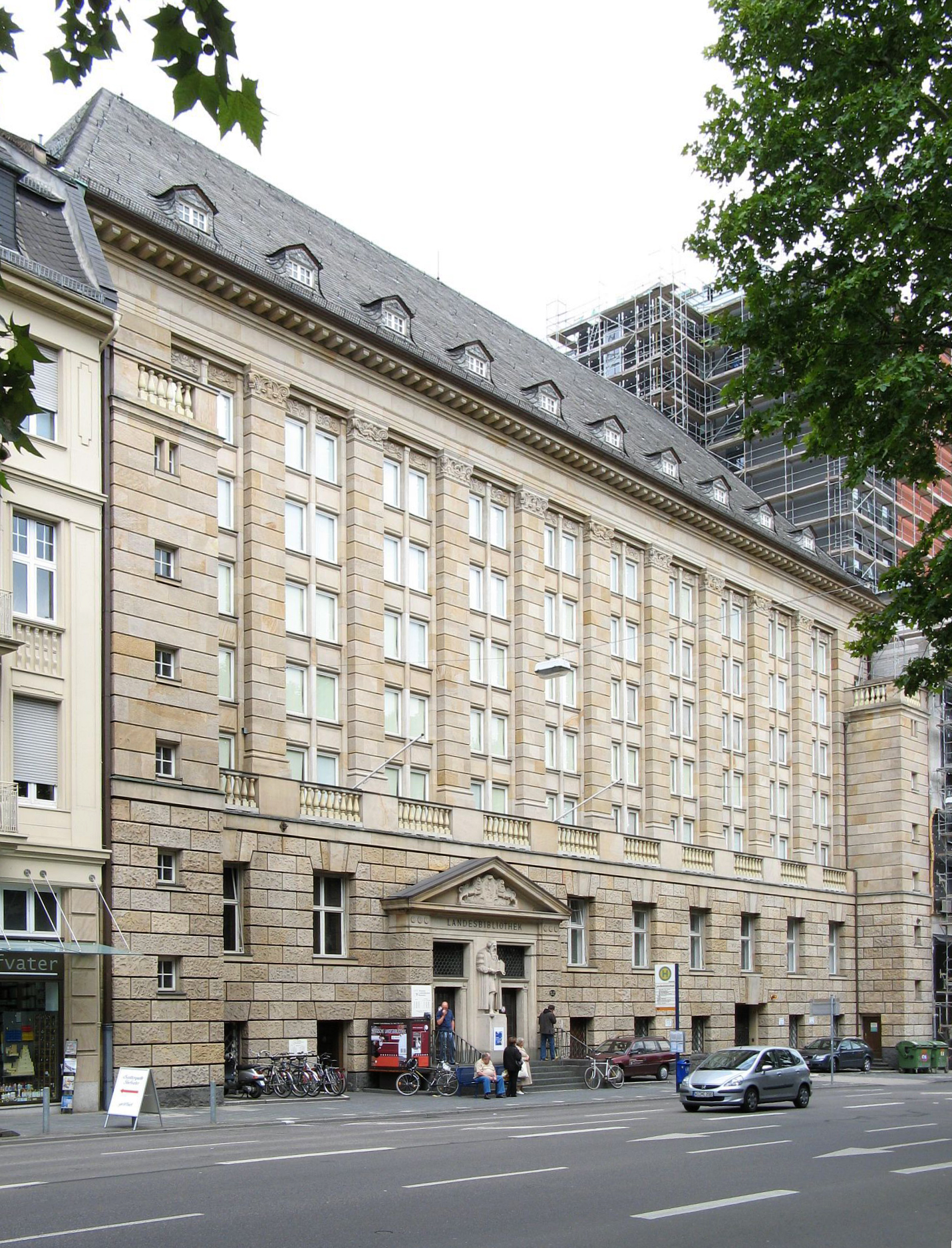
Bâtiment de la bibliothèque

La Bibliothèque d'État de Wiesbaden (Bibliothèque d'État de Hesse) de Wiesbaden est la bibliothèque centrale du Land de Hesse et une des plus importantes bibliothèques à caractère universel en Allemagne avec environ 800 000 livres.